# Kirkkonummen Sanomat
Kirkkonummen Sanomat är en tvåspråkig finländsk lokal tidning som innehåller både svenska och finska artiklar. Kirkkonummen Sanomat är en gratistidning som lever på reklam. Den distribueras främst i Kyrkslätt, Ingå och Sjundeå. Tidningen finns i Kyrkslätts Prisma och är man Kyrkslättsbo får man den troligtvis i postlådan.